# Jens Jønsson
Jens Jønsson, né le 10 janvier 1993 à Aarhus au Danemark est un footballeur international danois. Il évolue au poste de milieu défensif au AEK Athènes.

## Biographie

### En équipe nationale
Avec les espoirs, il participe au championnat d'Europe espoirs 2015 organisé en Tchéquie. Le Danemark atteint les demi-finales de la compétition, en étant battu par la Suède. 
Il est ensuite retenu par le sélectionneur Niels Frederiksen (en) afin de participer aux Jeux olympiques d'été de 2016 organisés au Brésil. Lors du tournoi olympique, il est titulaire et joue quatre matchs : contre l'Irak, l'Afrique du Sud, le Brésil, et le Nigeria. Le Danemark atteint les quarts de finale de la compétition.

## Carrière
- 2011-2016 : AGF Aarhus ( Danemark)
- 2016-2020 : Konyaspor ( Turquie)
- Depuis 2020 : Cadix CF ( Espagne)

## Palmarès
- Konyaspor
  - Vainqueur de la Coupe de Turquie en 2017
  - Vainqueur de la Supercoupe de Turquie en 2017 (en)